# Chianciano Terme
Chianciano Terme è un comune italiano di 7 074 abitanti della provincia di Siena in Toscana.
La località è famosa per le sue acque termali e per gli svariati premi letterari, cinematografici e televisivi che vi si svolgono da molti decenni.

## Geografia fisica
Chianciano Terme è ubicata nel settore sud-orientale della Toscana e della provincia di Siena, non lontano dal confine con l'Umbria e il Lazio. Località termale e terapeutica ben nota in Italia, la cittadina si sviluppa a cavallo tra la Val d'Orcia con le sue crete (dal 2004 patrimonio dell'umanità dell'UNESCO) e la fertile (ma un tempo paludosa) Val di Chiana, tra le colline dei vini di Montepulciano e le attrattive rinascimentali di Pienza. Chianciano confina a nord con Montepulciano, a est con Chiusi, a sud con Sarteano e a ovest con Pienza.
Ha avuto nel periodo 1915-1920 un rapido sviluppo con la costruzione di un acquedotto, di uno stabilimento di imbottigliamento e con la ristrutturazione dello stabilimento dell'Acqua Santa. Tale sviluppo è continuato nel secondo dopoguerra con la trasformazione degli stabilimenti termali e l'aumento delle strutture ricettive.
- Classificazione sismica: zona 3 (sismicità bassa), Ordinanza PCM 3274 del 20/03/2003
- Classificazione climatica: zona E, 2152 GR/G
- Diffusività atmosferica: alta, Ibimet CNR 2002

## Storia

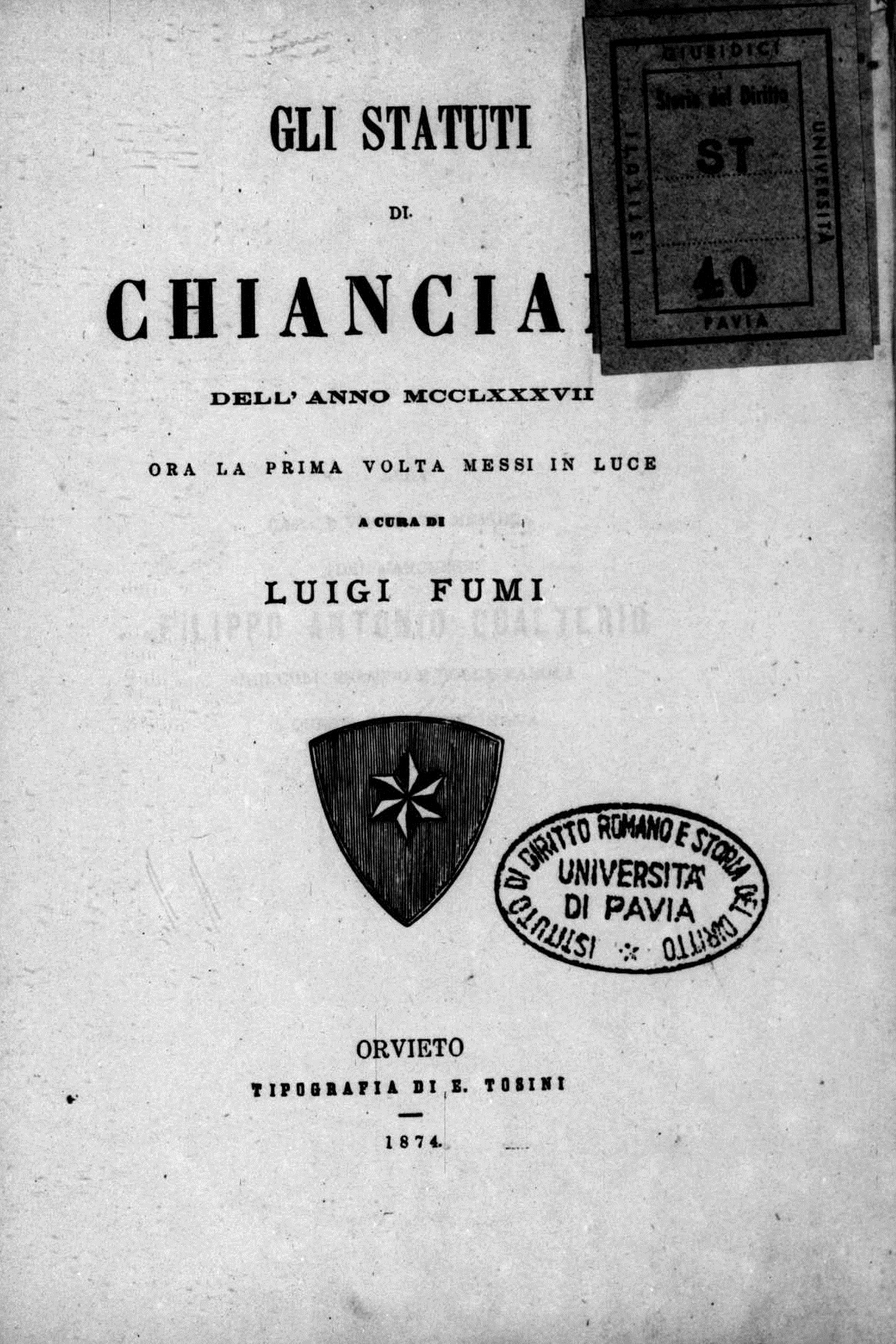
Luigi Fumi, Statuti di Chianciano dell'anno 1287, 1874

Le proprietà benefiche delle acque minerali di questa cittadina erano già apprezzate da Etruschi e Romani, che avevano occupato stabilmente la zona edificando un importante centro abitato. La presenza in questo territorio di numerosi sepolcreti fa pensare a un insediamento, forse più di uno, gravitante intorno alla città di Chiusi. Se Chiusi ha però raggiunto il periodo di maggior splendore nel V secolo a.C., nel chiancianese sono ricchi i resti del periodo del Bronzo e del Ferro. Tra questi degno di nota è l'insediamento eneolitico di Chiarentana, alle pendici del monte Cetona, dove sono state scoperte le fondamenta di alcune capanne con la presenza di resti ceramici e materiali in ossidiana.
Il ritrovamento di questi oggetti testimonia un ricco scambio commerciale che era esistente con l'arcipelago pontino, e in particolare con l'Isola di Palmarola, luogo di produzione dell'ossidiana. Alla fine dell'età del Ferro (X - IX secolo a.C.) in queste colline che si affacciano sulla Val d'Orcia si formò un ricco e popoloso insediamento del quale non c'è traccia ma che è sicuramente esistito per via della ricca necropoli in corso di scavo dal 1990. L'Associazione Geo-Archeologica di Chianciano Terme in questa data ha incominciato lo scavo di una vasta area situata in località La Foce riportando alla luce oltre 700 tombe che vanno dall'inizio dell'VII alla fine del VI secolo a.C. Si tratta di tombe a ziro (dove le ceneri sono contenute in grandi ziri di terracotta insieme al corredo), di tombe a cassonetto (contenitori a forma di parallelepipedo in pietra con la stessa funzione dello ziro) e di tombe a camera, scavate nel tufo.
La particolarità di questa necropoli è costituita dalla presenza di un numero così elevato di sepolcri e dalla ricchezza del materiale in essi contenuti. Mentre qui infatti esistono diverse centinaia di tombe, nell'agro chiusino sempre dello stesso periodo orientalizzante sono venute alla luce solo una settantina di sepolcri. La presenza di un centro abitato così grande per l'epoca è dovuta alla posizione strategica in cui si trovava: a cavallo di un passo a 500 m di altitudine dove passava l'antica Rosellana, la principale arteria di collegamento tra le città costiere e l'Etruria interna (Chiusi, Perugia, Cortona, Arezzo).
Di notevole interesse sono poi i materiali contenuti in queste tombe: vasellame etrusco in terracotta acroma, in bucchero, gioielli in bronzo e argento (anelli, armille, collane). Nelle tombe più tarde sono frequenti vasi d'importazione: attici e corinzi. Tuttavia la fortuna di questa necropoli è dovuta al ritrovamento di una settantina di canopi, sculture fittili che hanno la forma della testa del defunto sorrette da un "trono" e contenenti le ceneri del morto.
La necropoli della Foce è stata abbandonata nel V secolo a.C., anche se in periodo ellenistico riutilizzata sporadicamente. In questo periodo si sviluppa un'altra necropoli, situata nella zona Pedata-Morelli. Si tratta di sepolcri a camera molto grandi, spesso con alcune camere per tomba, dal ricchissimo corredo. Da quest'area provengono alcune statue cinerario in pietra fetida conservati al Museo Archeologico di Firenze, tra cui la celebre Mater Matuta etrusca, cippi funerarei e altri materiali. Importante è poi il materiale bronzeo, di elegante fattura. Questo complesso sistema funerario appartiene a un ceto aristocratico di possidenti terrieri, spesso in contrasto con l'ambiente chiusino.
Il periodo ellenistico vide la nascita di alcuni santuari dedicati alle divinità delle acque, anche se alcuni erano già sorti in precedenza. Tra questi il più famoso è il Tempio dei Fucoli; trovato nell'omonima collina ci ha restituito parte dei suoi frontoni in terracotta che raffigurano scene mitologiche. È proprio in quest'epoca, però, che la civiltà etrusca entra in decadenza sia per problemi interni sia per la sempre crescente romanizzazione. I Romani hanno diviso le terre del Chiancianese in vasti latifondi, che hanno contribuito a eliminare il ceto di piccoli proprietari terrieri che in periodo etrusco si affiancava alla nobiltà.
Di questo periodo è la fattoria tardo-etrusca di Poggio Bacherina, che ci ha restituito vasche per la produzione di vino ed olio. Al periodo romano risalgono invece l'insediamento termale di Mezzomiglio e la cisterna di Camerelle. Proprio le terme di Mezzomiglio, secondo quanto sostengono gli studiosi statunitensi che vi hanno compiuto gli scavi, sarebbero da identificarsi con i bagni chiusini di cui parlava il poeta latino Quinto Orazio Flacco, e nei quali trascorse un periodo di riposo per ordine di Antonio Musa, medico personale dell'imperatore Augusto.
Nel medioevo Chianciano fu un possedimento della repubblica di Siena e, nel 1477, fu teatro di scontri tra i soldati senesi e quelli di Carlo da Montone.
Nel 2016 assurge alle cronache nazionali ed europee per la decisione di ospitare a settembre il raduno nazionale dei "fascisti del terzo millennio" di Casa Pound, con la condanna dell'Associazione Nazionale Partigiani e di tanti cittadini increduli che la cittadina ospitante dal 1988 il meeting delle comunità ebraiche moderne e che fa parte di una provincia che pagò un pesante tributo in termini di vite umane prima della Liberazione nazifascista, non si sia opposta a questo fatto.

### Simboli
Lo stemma e il gonfalone sono stati concessi con l'apposito decreto del presidente della Repubblica datato al 7 febbraio 1980.
Stemma
Gonfalone
Bandiera
La bandiera è stata concessa con il D.P.R. datato all'8 febbraio 2019.

## Monumenti e luoghi d'interesse

### Architetture religiose
- Chiesa dell'Immacolata
- Collegiata di San Giovanni Battista
- Chiesa della Madonna della Rosa
- Chiesetta Giubilei
- Chiesa dei Santi Fabiano e Sebastiano

### Architetture civili
- Villa La Foce
- Villa Simoneschi
- Fontana/scultura di Giò Pomodoro
- Torre dell'orologio

### Aree naturali
- Riserva naturale Pietraporciana
- Parco Acquasanta - Terme di Chianciano - Alle Terme di Chianciano, nel parco termale secolare dell'Acqua Santa, sgorgano le acque per la cura del fegato e dell'apparato gastroenterico, Acqua Santa e Acqua Fucoli. Si effettua in convenzione con il Servizio sanitario la cura idropinica con l'Acqua Santa, cura arricchita dai bagni e fanghi epatici presso le Terme Sillene. L'Acqua Santa è un'acqua termale e minerale, classificata come bicarbonato-solfato calcica, sgorga a 33 °C. La terapia idropinica è depurativa, detossinante e stimola il metabolismo. Si beve al mattino a digiuno, per cicli di cura consigliati di almeno 12 giorni, convenzionata con il SSN, secondo le modalità prescritte dal medico; è efficace per le patologie del fegato e delle vie biliari, quali la dispepsia di origine gastroenterica e biliare, la calcolosi biliare, nei postumi di interventi chirurgici sulle vie biliari.
- Parco Fucoli - L'Acqua Fucoli ha una temperatura alla sorgente di 16,5 °C ed è quindi un'acqua minerale fredda e si classifica come acqua bicarbonato-solfato-calcica. Alla sorgente, nel parco omonimo, si assume nel pomeriggio, a processo digestivo completato, e determina un aumento della quantità della bile e ne favorisce il deflusso; esercita un'azione antinfiammatoria sulla mucosa gastroduodenale. L'acqua Fucoli, ricca di calcio combatte l'osteoporosi ed è indicata per regolarizzare la motilità intestinale.
- Parco Terme di Sant'Elena - In posizione centrale rispetto al nucleo abitato, sgorga l'acqua Sant'Elena. Questa agisce sul metabolismo dell'acido urico riducendolo, aumenta la diuresi depurando l'organismo dalle sostanze tossiche, attenua l'infiammazione delle vie urinarie, favorisce durante e dopo la cura l'eliminazione dei calcoli renali e della renella; è indicata per la ricchezza di bicarbonati ed oligoelementi nella cura delle dispepsie e delle gastroenteropatie, facilita la digestione ed è consigliata per la sua alcalinità reale nell'attività sportiva.
- Terme sensoriali - Realizzate all'interno del parco termale dell'Acqua Santa, sono un stabilimento basato sui criteri della naturopatia. Alle Terme sensoriali l'ospite ha la possibilità di seguire percorsi diversi, mettendo in ordine le venti stanze che si incontrano per ottenere uno specifico risultato, depurativo, energizzante, riequilibrante. All'interno si incontrano: la piramide energetica, il melmarium, l'ice crash, piscine con idromassaggi, una di acqua salina, due saune, il bagno turco, le docce emozionali, la fonte dell'Acqua Santa, l'aromaterapia, la cromoterapia, la musicoterapia, il percorso Kneipp e la stanza del silenzio interiore. Esiste anche un'area relax interna dove sorseggiare tisane e un giardino dove prendere il sole. Si trova anche la “stanza del gusto” con un menu a buffet ideato dal professor Nicola Sorrentino. Al piano superiore delle Terme sensoriali, il Centro Benessere è stato studiato per coniugare le moderne tecnologie per la remise en forme ed il rilassamento psico-fisico con l'estetica classica e le tecniche derivate dalla saggezza orientale, dalla naturopatia e medicina olistica.
- Piscina termale Theia di Terme di Chianciano - Theia, “colei che splende fin lontano”, era la madre di Selene nella mitologia etrusca e non potevano che essere a lei intitolate le nuovissime piscine termali, quattro esterne e tre interne, tutte collegate tra loro per oltre 500 metri quadri di vasche, alimentate dall'acqua della sorgente termale Sillene. Questo a testimonianza della storia antica delle terme, giacché le acque termali erano conosciute dagli Etruschi e dai Romani. Ricche di anidride carbonica, carbonato di calcio, bicarbonato e solfati, che ne determinano la tipica opacità, esercitano un'azione antinfiammatoria sul sistema muscolo scheletrico ed eutrofica sulla pelle. La temperatura dell'acqua delle piscine è compresa fra i 33 gradi e i 36 gradi, quindi anche quelle esterne sono utilizzabili in tutte le stagioni.

Frequentatore assiduo delle terme di Chianciano fu Luigi Pirandello, che vi ambientò due delle sue Novelle per un anno: Acqua amara e Pallino e Mimì.

## Società

### Evoluzione demografica
Abitanti censiti

### Etnie e minoranze straniere
Secondo i dati ISTAT al 31 dicembre 2009 la popolazione straniera residente era di 1 013 persone. Le nazionalità maggiormente rappresentate in base alla loro percentuale sul totale della popolazione residente erano:
- Romania 445 (5,95%)
- Albania 115 (1,54%)
- Marocco 94 (1,26%)
- Filippine 93 (1,24%)

## Cultura

### Istruzione
- Scuola elementare M. Mencarelli
- Scuola elementare E. De Amicis
- Scuola media F. Tozzi
- Istituto Alberghiero Pellegrino Artusi.

#### Musei

##### Il Museo Civico Archeologico delle Acque
- Gran parte dei materiali rinvenuti a partire dalla metà degli anni ottanta nel territorio sono conservati nel Museo Civico Archeologico delle Acque (Museo Etrusco), situato nell'ex granaio di villa Simoneschi, all'inizio del paese. Inaugurato nel 1997 questo Museo è cresciuto negli ultimi anni grazie alle costanti campagne di scavi. Nell'esposizione del museo emerge una galleria dedicata ai canopi rinvenuti nella necropoli di Tolle, la ricostruzione di una tomba principesca del VI sec. a.C. e una parte della decorazione del frontone del Tempio Etrusco dei Fucoli (II sec. a.C.) . Nel 2009, nei locali contigui al museo, è stato aperto un centro di restauro.

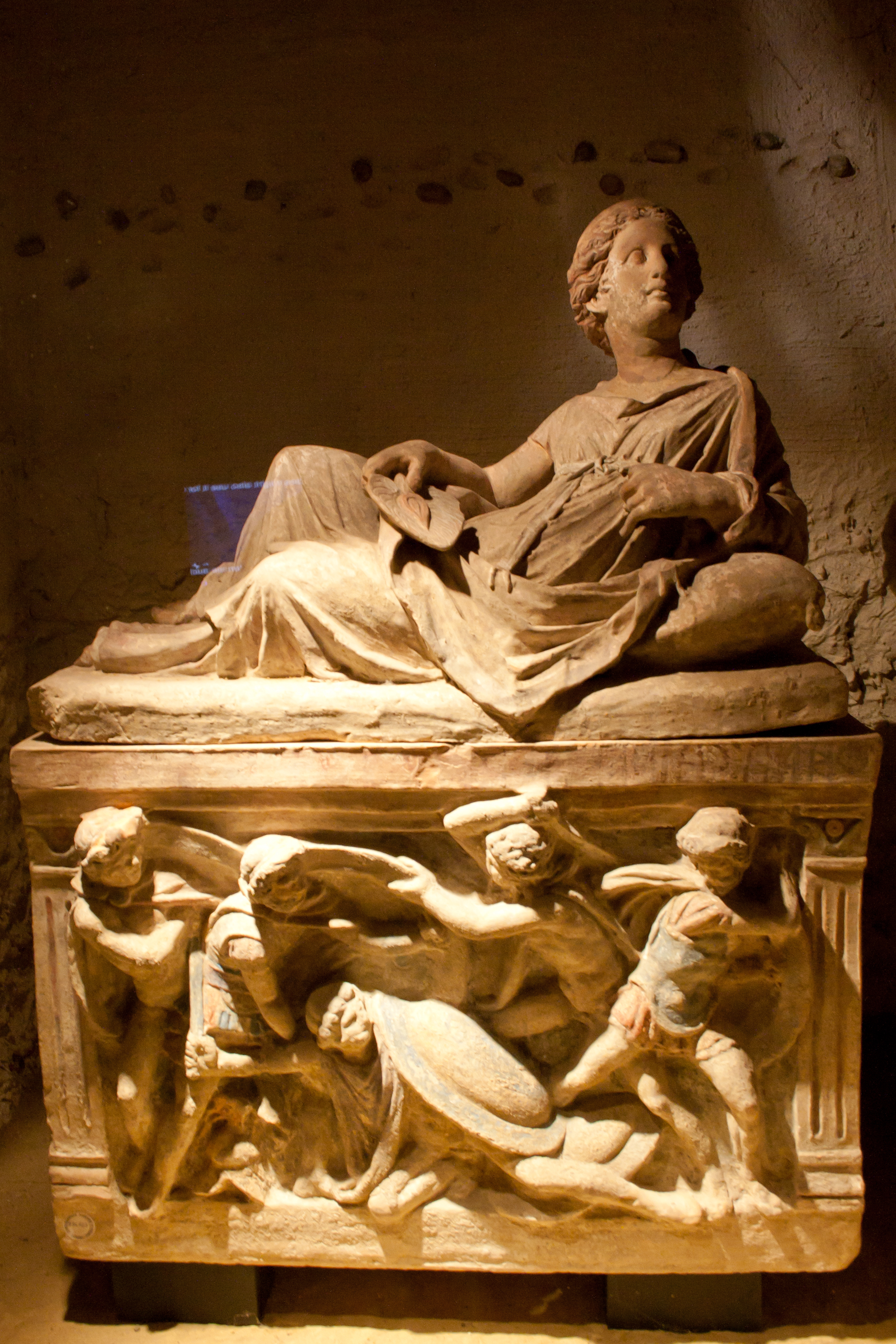
Urna cineraria
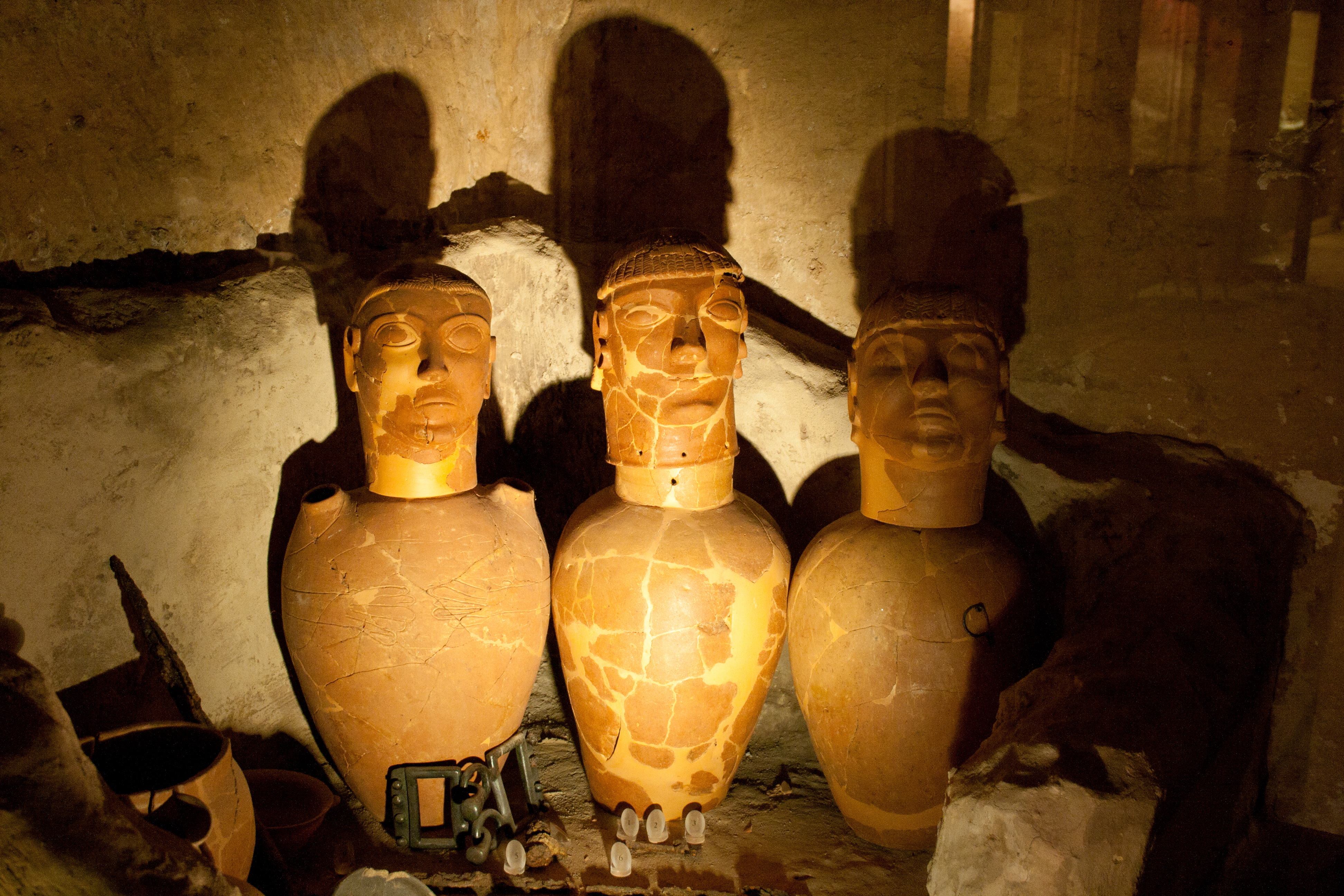
Tomba con tre canopi
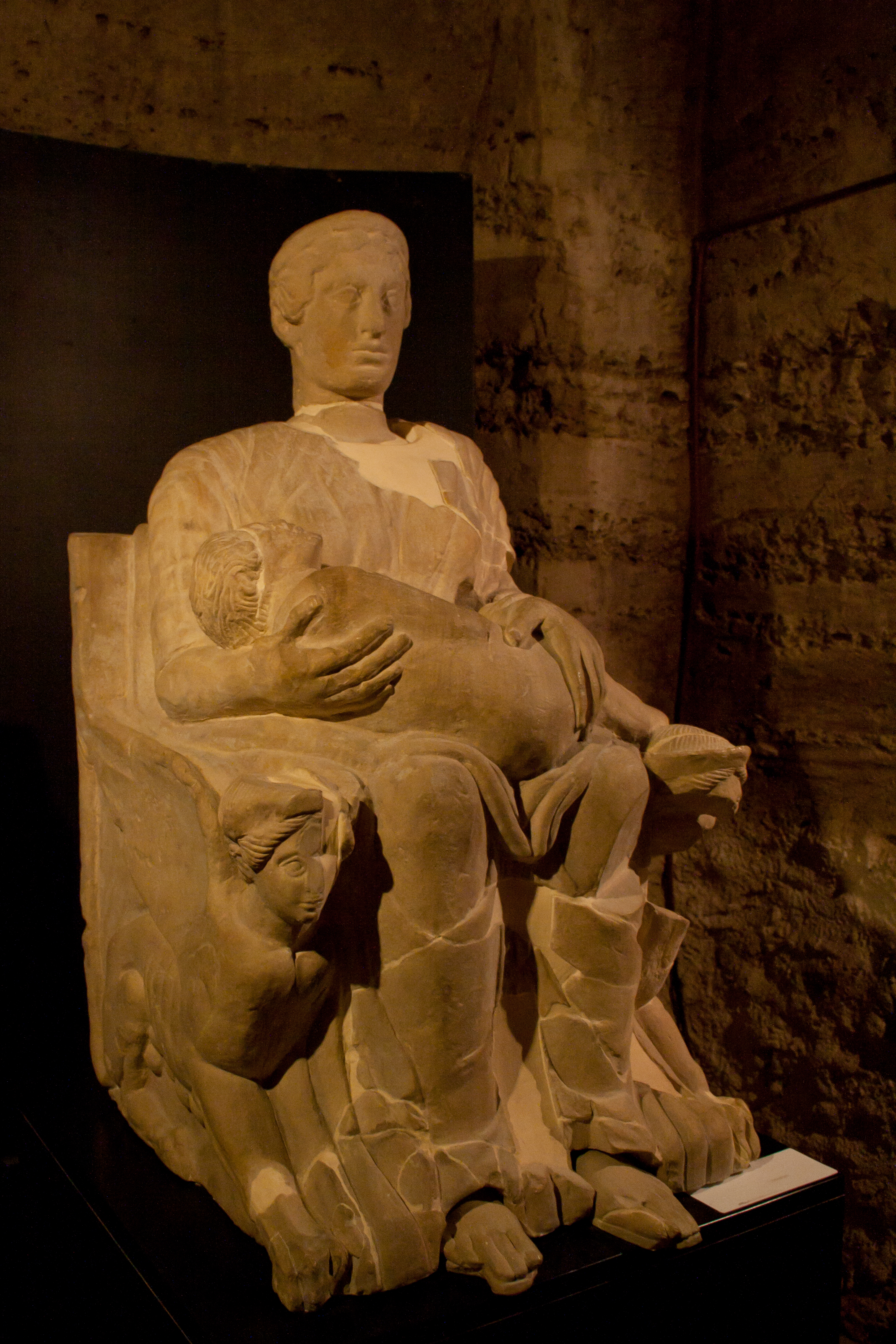
Copia della Mater Matuta
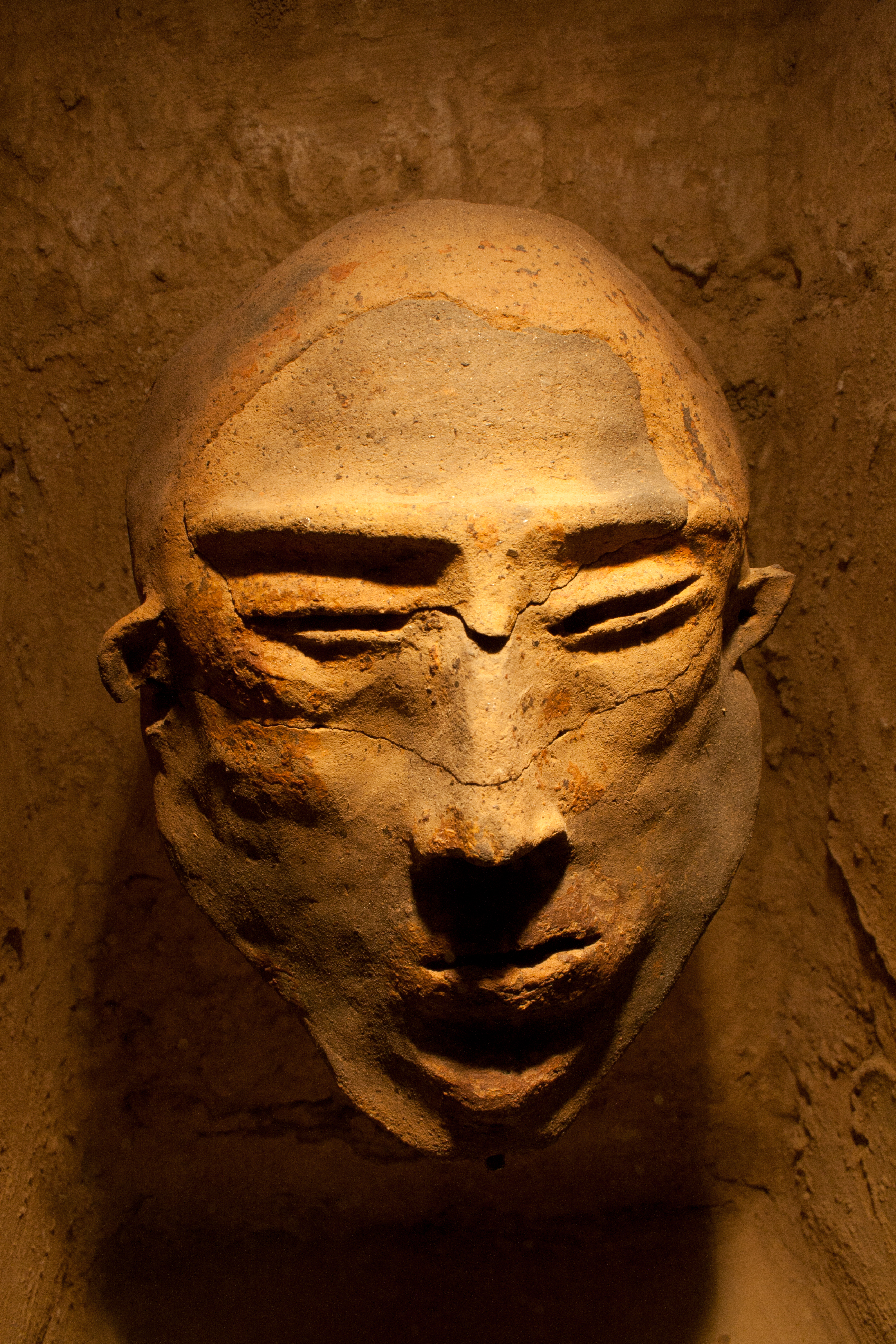
Maschera funebre

##### Il Museo della collegiata
- Situato nel settecentesco Palazzo dell'Arcipretura a Chianciano Terme è una galleria di arte sacra (pitture su tavola e su tela, suppellettili e paramenti sacri) con opere del periodo compreso tra il XIII e il XIX secolo. In esso si conservano, tra altre opere, due testate di bara con la Madonna col Bambino e con San Giovanni Battista, esposte come opera di un anonimo fiorentino, ma probabilmente da attribuirsi ad Antonio di Donnino del Mazziere[11].

##### Il Museo d'Arte di Chianciano
- Il Museo d'Arte di Chianciano Terme, di proprietà privata, ospita una serie di collezioni che spaziano dall'Arte Asiatica all'Arte Contemporanea. Sono esposti lavori di artisti come Tom Nash, Frances Turner, Brian Willsher e Albert Louden, disegni dal Tiepolo e il Guercino a Renato Guttuso, René Magritte e Munch, lavori storici provenienti da collezioni reali, acqueforti ed incisioni eseguite da grandi maestri come Durer e Rembrant. Il museo si sviluppa su una superficie di 3 000 metri quadrati.

### Eventi
La località di Chianciano Terme è da molti decenni favorita da molti premi letterari, cinematografici e musicali (e relativi festival) che si sono svolti in passato e che continuano in parte a svolgersi ancora oggi.

#### Premio Chianciano (Premio Chianciano della Critica Radiotelevisiva, 1973 -?)

Chianciano '84

Il più importante premio assegnato fu l'omonimo Premio Chianciano, dedicato ai film e alle trasmissioni televisive più interessanti e innovative dell'anno passato. Istituito nel 1973 e andato avanti fino agli anni '90, vide la partecipazione di molti conduttori e artisti famosi, tanto da ricevere ampia copertura mediatica televisiva.

#### Teleconfronto (Mostra Internazionale del Telefilm, 1983 - 1988)
Sulla scia del successo del Premio Chianciano, dieci anni dopo il comune di Chianciano decide di consolidare la località come punto di riferimento per il riconoscimento dei meriti nel campo televisivo internazionale inaugurando nel 1983 il Teleconfronto, una mostra internazionale del telefilm. La mostra vedrà la partecipazione di giurie internazionali composte da esperti del settore (per l'Italia, Sergio Zavoli).

#### Festa della Musica Chianciano (1997? - oggi)
Da alcuni anni si tiene annualmente a Chianciano un festival a ingresso gratuito appositamente dedicato al mondo della musica,

#### Starcon (2017 - oggi)
Dal 2017, a Chianciano Terme viene ospitato lo Starcon, il più grande convegno italiano di appassionati di fantascienza. Nato nel 2012 a Bellaria, racchiude la Italcon, convention degli scrittori di fantascienza detentrice del Premio Italia, lo Sticcon, raduno degli appassionati italiani di Star Trek sotto l’egida dello STIC-AL, e lo Yavincon, che riunisce gli appassionati di Guerre stellari. Nel corso degli anni, altri club ed associazioni si sono uniti ai primi tre nell’organizzazione delle proprie convention.
Nel 2017 (31ª edizione) ha visto coinvolti anche i gruppi di appassionati di Stargate, Doctor Who, Gundam e altri. Il convegno, organizzato in collaborazione con il comune di Chianciano, ha utilizzato vari spazi cittadini compreso il Palamontepaschi, che ha ospitato lo Starconcomics, evento dedicato al settore dei fumetti e del cosplay.
Nel 2018 (32ª edizione) è stato replicato il formato, ma senza la Italcon.

#### Premio Scudo (2021 - oggi)
Dal 2021 è stato istituito un ulteriore premio, il Premio Scudo, dedicato al tema della sicurezza e della legalità e gestito anche dallo Stato maggiore della difesa.

## Amministrazione
Di seguito è presentata una tabella relativa alle amministrazioni che si sono succedute in questo comune.
| Periodo        | Periodo        | Primo cittadino    | Partito                                                        | Carica  | Note   |
| -------------- | -------------- | ------------------ | -------------------------------------------------------------- | ------- | ------ |
| 4 luglio 1985  | 31 luglio 1990 | Mario Paccagnini   | Partito Comunista Italiano                                     | Sindaco | [ 17 ] |
| 31 luglio 1990 | 24 aprile 1995 | Maria Teresa Fè    | Partito Comunista Italiano, Partito Democratico della Sinistra | Sindaco | [ 17 ] |
| 24 aprile 1995 | 14 giugno 1999 | David Bolici       | lista civica                                                   | Sindaco | [ 17 ] |
| 14 giugno 1999 | 14 giugno 2004 | David Bolici       | lista civica                                                   | Sindaco | [ 17 ] |
| 14 giugno 2004 | 8 giugno 2009  | Guido Bombagli     | centro-sinistra                                                | Sindaco | [ 17 ] |
| 8 giugno 2009  | 26 maggio 2014 | Gabriella Ferranti | lista civica                                                   | Sindaco | [ 17 ] |
| 26 maggio 2014 | 27 maggio 2019 | Andrea Marchetti   | lista civica Puntoeacapo                                       | Sindaco | [ 17 ] |
| 27 maggio 2019 | in carica      | Andrea Marchetti   | lista civica Puntoeacapo                                       | Sindaco | [ 17 ] |

## Infrastrutture e trasporti

### Autostrade
Chianciano Terme è connesso alla rete autostradale italiana grazie al casello sull'autostrada A1 del Sole denominato Chiusi-Chianciano Terme, distante solo 12 km in Val di Chiana da Chianciano capoluogo.

### Ferrovie
Nel confinante comune di Chiusi, a 15 km di distanza, è presente uno scalo ferroviario denominato Chiusi-Chianciano Terme.

## Sport

### Calcio
La ASD Chianciano Terme dal 2021 ha riunito le 2 precedenti associazioni sportive affiliate alla Figc: la Virtus Chianciano 1945 che milita in terza categoria senese, la a.s.d New Team 2021, nata nel luglio 2021, che si occupa di calcio giovanile. Attualmente la Asd Virtus Chianciano Terme è formata dalle seguenti sezioni: calcio a 11, calcio giovanile, calcio amatoriale UISP, Pallavolo femminile. 

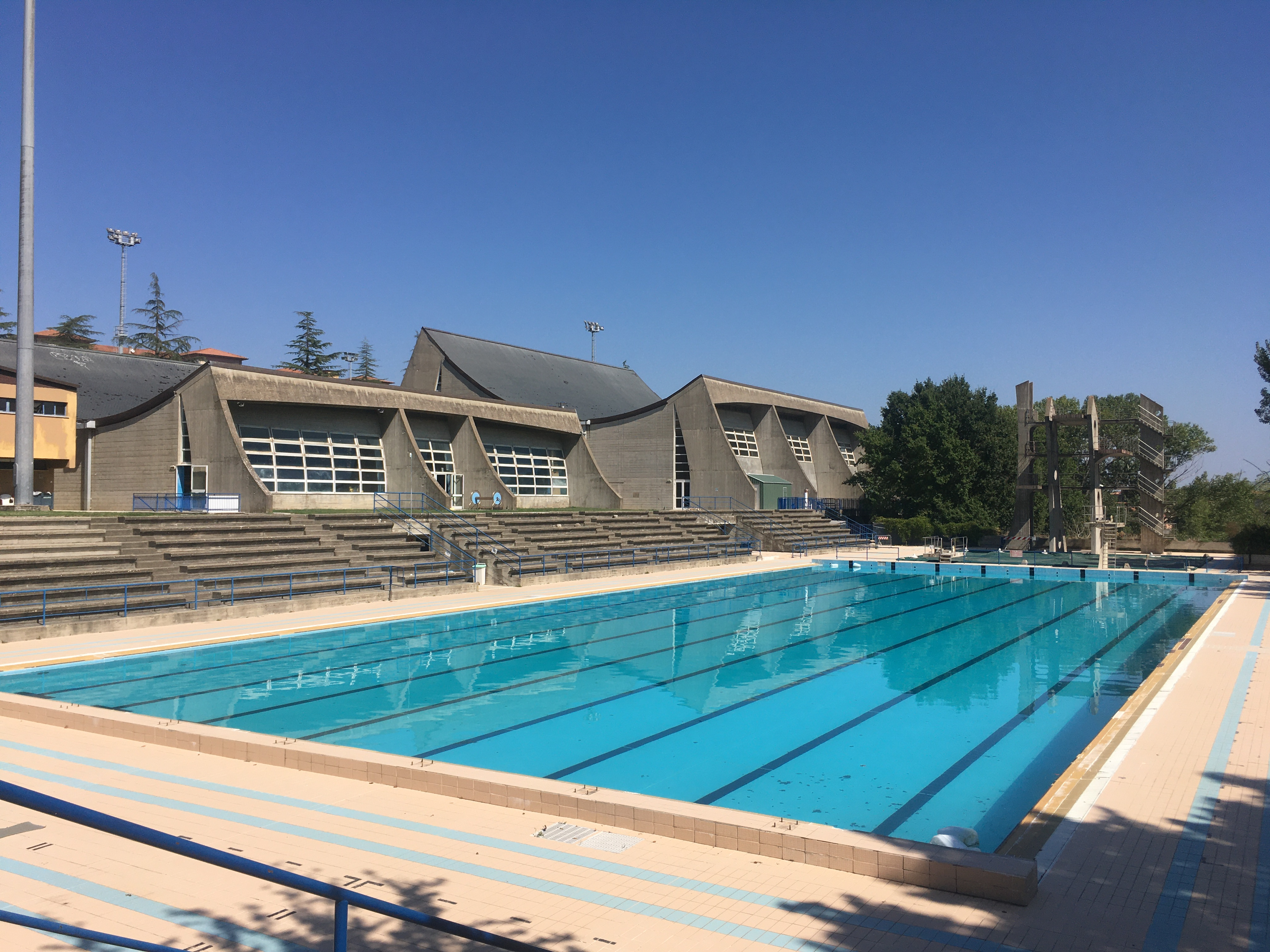
Centro Polisportivo Comunale di Chianciano Terme (progetto: architetto Filiberto Sbardella, 1972)

### Ciclismo
Per cinque volte Chianciano Terme è stata sede di arrivo di una tappa del Giro d'Italia, la prima nel 1938, l'ultima nel 1988 e nel 2010 è stata sede di partenza dell'ottava tappa Chianciano Terme - Terminillo.
- Tappe del Giro d'Italia con arrivo a Chianciano Terme:
- Giro d'Italia 1938, 5ª tappa partita da Montecatini Terme;
- Giro d'Italia 1954, 8ª tappa partita da Roma;
- Giro d'Italia 1966, 5ª tappa partita da Viareggio;
- Giro d'Italia 1967, 4ª tappa partita da Firenze;
- Giro d'Italia 1988, 8ª tappa partita da Avezzano.

### Impianti sportivi
La cittadina è dotata di molti impianti sportivi, pubblici e privati, tra cui il Centro Polisportivo Comunale, progettato negli anni '70 dagli architetti Filiberto Sbardella e Giancarlo Petrangeli, che comprende le piscine olimpioniche all'aperto con ampio parco alberato, il Palazzo dello Sport con piscine al coperto e campi di basket, pallavolo, pallamano. Vari poi i campi da tennis in strutture private.